# المامج (إب)

تعديل مصدري - تعديل

المامج هي إحدى قرى عزلة الحوج القبلي بمديرية إب التابعة لمحافظة إب، بلغ تعداد سكانها 488 نسمة حسب تعداد اليمن لعام 2004.